# Corectopia

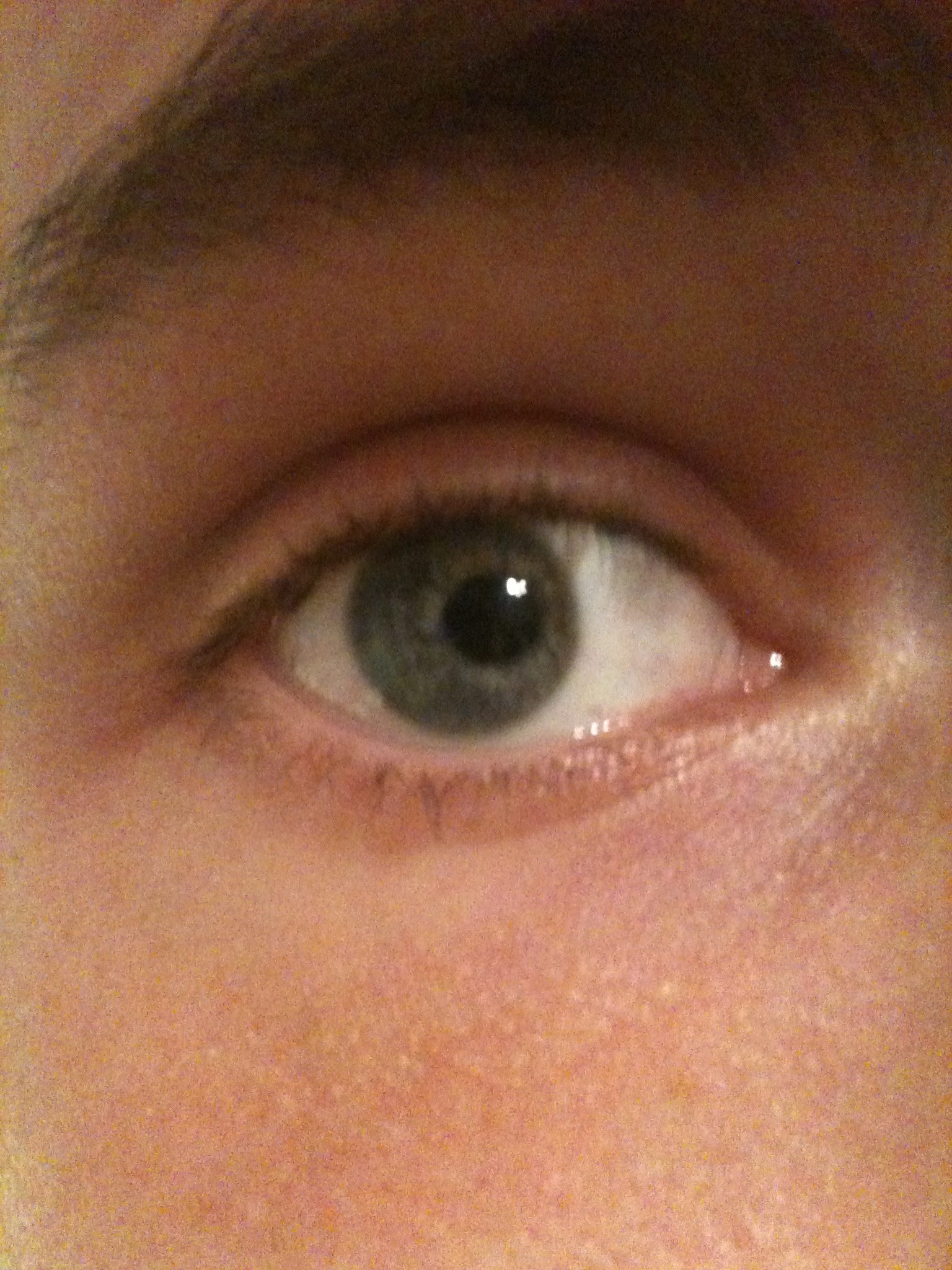
Ojo derecho de un paciente con pupila desplazada de su posición normal o corectopía.

Corectopia, del griego kóre (/κόρη/ , muchacha, niña, pupila), y ectopia (/ɛk'toʊpiə/ , desplazamiento o mala posición de un órgano). Anomalía congénita o adquirida de la pupila, desplazada de su normal posición, en el centro del iris. Puede tener un origen traumático o congénito, debido a un desarrollo incompleto del iris. Esta condición puede estar asociada con miopía severa y ectopia lentis. El tratamiento para esta patología puede ser médico o quirúrgico.